# Koch Industries
Koch Industries este o companie diversificată din Statele Unite, cu operațiuni în industria chimică și investiții. Koch Industries este cea mai mare companie privată din Statele Unite ale Americii, cu o cifră de afaceri de 90 miliarde USD și 80.000 de angajați.